# ダーフィト・シュトラウス
ダーフィト・フリードリヒ・シュトラウス（David Friedrich Strauß, 1808年1月27日 - 1874年2月8日）は、ドイツの神学者・哲学者。一般には青年ヘーゲル派（ヘーゲル左派）の代表的な人物として知られている。汎神論的な見地から、聖書批判を試みた主著『イエスの生涯』は、当時の神学者を震撼させたほか、ヘーゲル学派の分裂や現代の神学のあり方等多方面に影響を与えた。

## 生涯
シュトゥットガルト近郊に生誕した。小さい頃から、神学に親しみテュービンゲン大学に進学するも、ここの大学の哲学の教授にひかれることがなかったが、フリードリッヒ・シュライエルマッハーの哲学に親しんだ。1830年には聖職者のアシスタントになり、ついでマウルブロンの中等教育機関でヘブライ語とラテン語・歴史の教職の資格を得た。
翌年には、シュライエルマッハーとヘーゲル哲学を聞くために、ベルリンへ向かった。しかし、シュトラウスの到着と同じ時期にヘーゲルが死去したため、シュライエルマッハーの哲学を聴講することとなる。シュラエルマッハーの姿勢が後の『イエスの生涯』にも反映されることとなる。
1832年には補助教師として大学の教壇に立つことができ、哲学教師として成功を収めた。そして27歳にして、センセーションを起こした大著『イエスの生涯』を著す。神学者などの批評の中には、これはいわば「ユダの裏切りのような、我々にとって一番有害な本だ」という酷評もあったように、シュトラウスはこの著でキリスト教的な歴史主義を批判し、ヘーゲルの歴史哲学を発展させ、福音書の中における奇跡を否定し、これを「神話」として捉えてその史実性を否定し、またキリストをイエスという個人によってではなく、人類全体によって実現することによって、真のキリスト教のあり方を理解できると説いた。
その後、この著に対する批判を応えるためにいくつかの答弁書を出し、神学者たちの不満を一応は抑えた。そして、2年後に『キリスト教の教説』を記した後、20年間神学の論壇からは離れる。生涯において『イエスの生涯』に対する批判のため、大学の教職に就くことはできず、著述家として過ごすに留まった。
晩年は、また神学に関する著作を再開。無神論者とまではならなかったが、進化論に立脚した汎神論的な思想を展開し、当時の青年ヘーゲル派の哲学者にはもちろんの事、実存主義の哲学にも間接的に影響を与えたといえる。また、現在国内においては『イエスの生涯』に対しての批判は、各種ヘーゲル関係の研究書のほか、ドイツの著名な哲学者のなかにはニーチェやシュヴァイツァーなどの研究において見ることができる。

## 参考
- 大井　正「シュトラウス著『イエスの生涯』における神話と教条」（同『ヘーゲル学派とキリスト教』未来社、1985、所収）
- 石塚正英「聖書の神話的解釈とフェティシズム―シュトラウスを論じてフォイエルバッハに及ぶ」（同『フェティシズム―通奏低音―』社会評論社、2014、所収）